# 1003 Lilofee
1003 Lilofee è un asteroide della fascia principale. Scoperto nel 1923, presenta un'orbita caratterizzata da un semiasse maggiore pari a 3,1418504 UA e da un'eccentricità di 0,1573804, inclinata di 1,83748° rispetto all'eclittica.
Il suo nome fa riferimento ad un personaggio della mitologia germanica ripreso anche da alcune canzoni popolari tedesche come Die schöne junge Lilofee di August Schnezler.